# Třída Amazonas
Třída Amazonas je třída oceánských hlídkových lodí brazilského námořnictva. Původně byly stavěny loděnicí BAE Systems pro Trinidad a Tobago jako třída Port of Spain. Původní zákazník o ně však ztratil zájem a v roce 2012 je odkoupila Brazílie. Třídu tvoří celkem tři jednotky, vstupující do služby v letech 2012–2013. Primárně budou sloužit k ochraně nalezišť ropy a zemního plynu. Kontrakt je součástí programu modernizace brazilského námořnictva zahrnujícího dále stavbu pěti fregat, pěti hlídkových lodí a jedné zásobovací lodě.

## Stavba
Tři jednotky této třídy byly roku 2007 objednány Trinidadem a Tobagem u britské loděnice Vosper Thorneycroft. Měly nést označení jako třída Port of Spain a sloužit u pobřežní stráže. O rok později se loděnice stala součástí koncernu BAE Systems. V září 2010 Trinidad a Tobago kontrakt zrušil a o dva roky později již hotová plavidla koupila Brazílie. Kontrakt dosahuje výše 133 milionů liber.
Jednotky třídy Amazonas:
| Jméno           | Založení kýlu | Spuštěna      | Vstup do služby | Status  |
| --------------- | ------------- | ------------- | --------------- | ------- |
| Amazonas (P120) |               |               | červen 2012     | aktivní |
| Apa (P121)      |               |               | prosinec 2012   | aktivní |
| Araguari (P122) |               | červenec 2010 | 21. června 2013 | aktivní |

## Konstrukce
Konstrukce plavidel vychází z britských hlídkových lodí třídy River. Posádku lodi tvoří 80 osob, přičemž však může přepravovat dalších 40 vojáků či pasažérů. Výzbroj tvoří 30mm a 25mm kanóny. Na zádi se nachází přistávací plocha pro vrtulník. Nejvyšší rychlost dosahuje 25 uzlů.

## Galerie

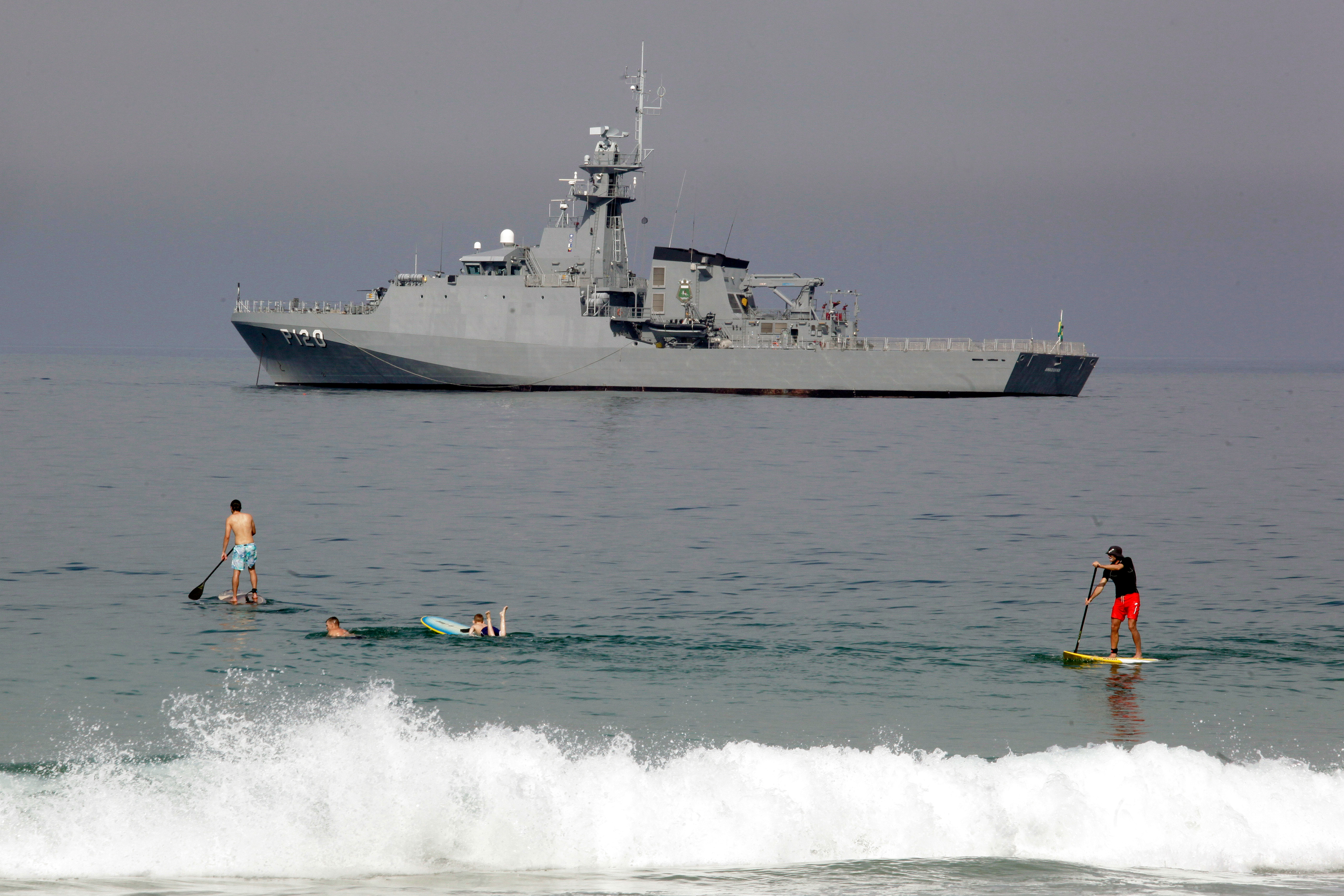
"Amazonas" Rio de Janeiro, 2014."
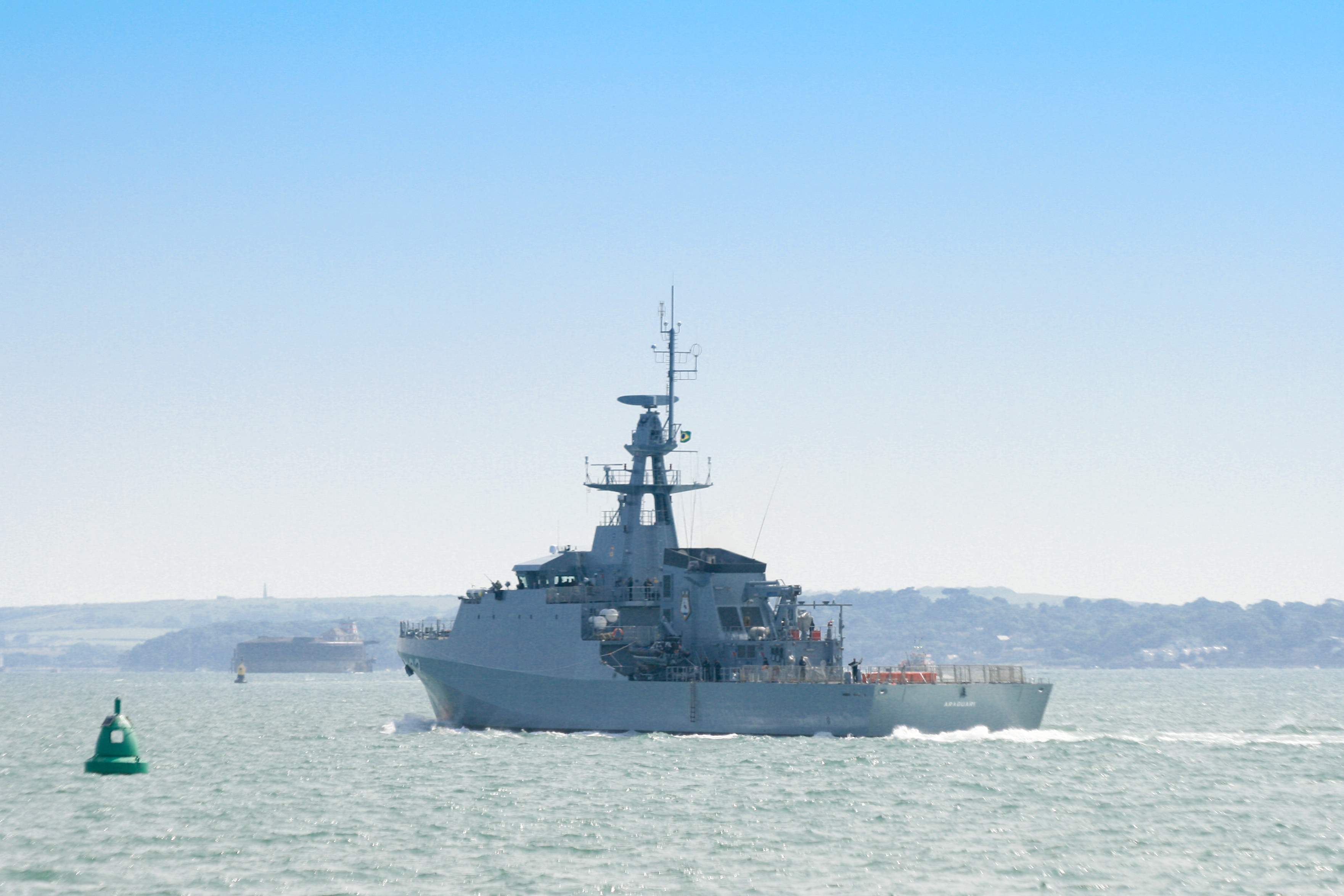
"Araguari" Portsmouth, 2013.
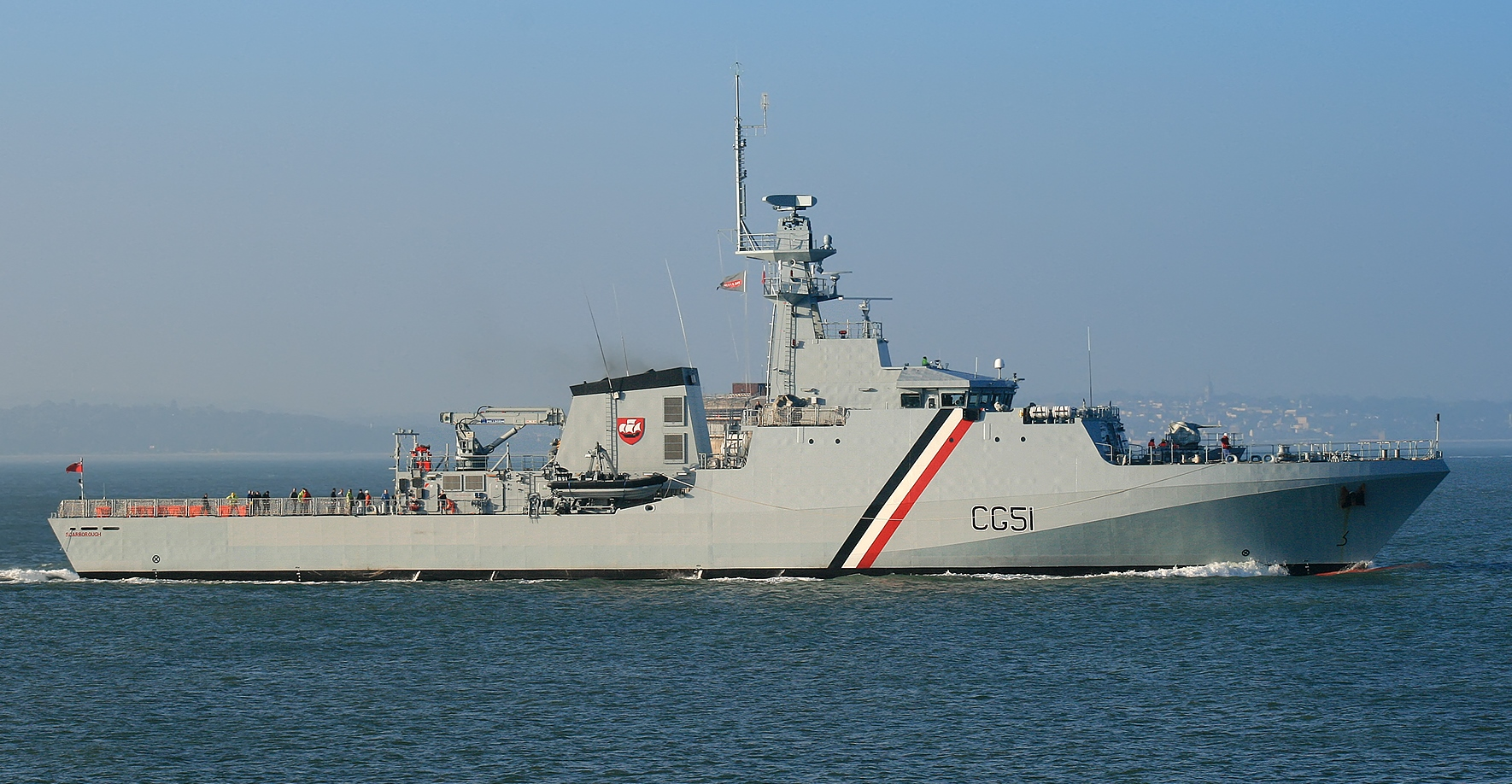
Trinidadian "Scarborough", Portsmouth 2010.
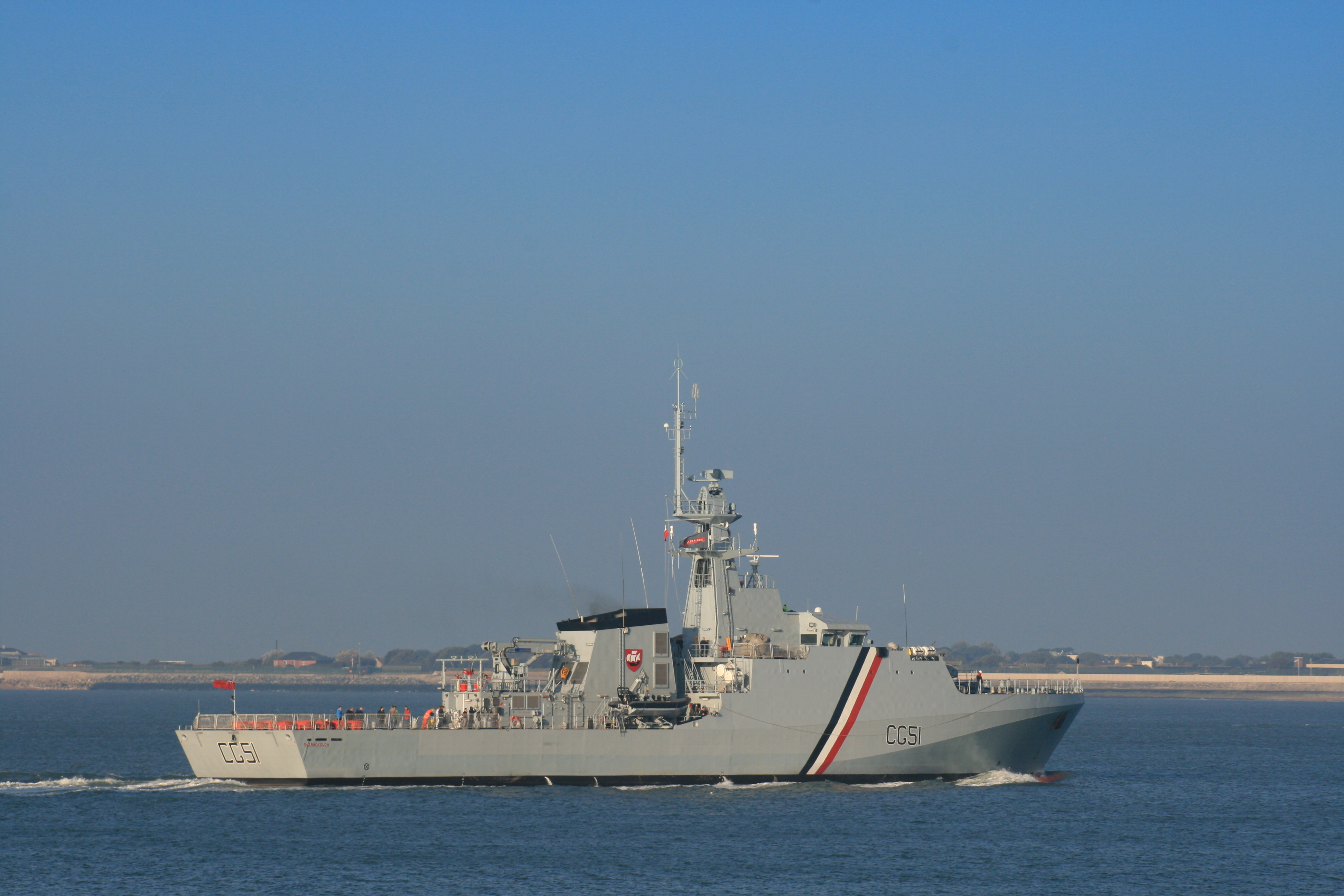
Trinidadian "Scarborough", Portsmouth 2010.